# Leeuwenpoort (Mycene)

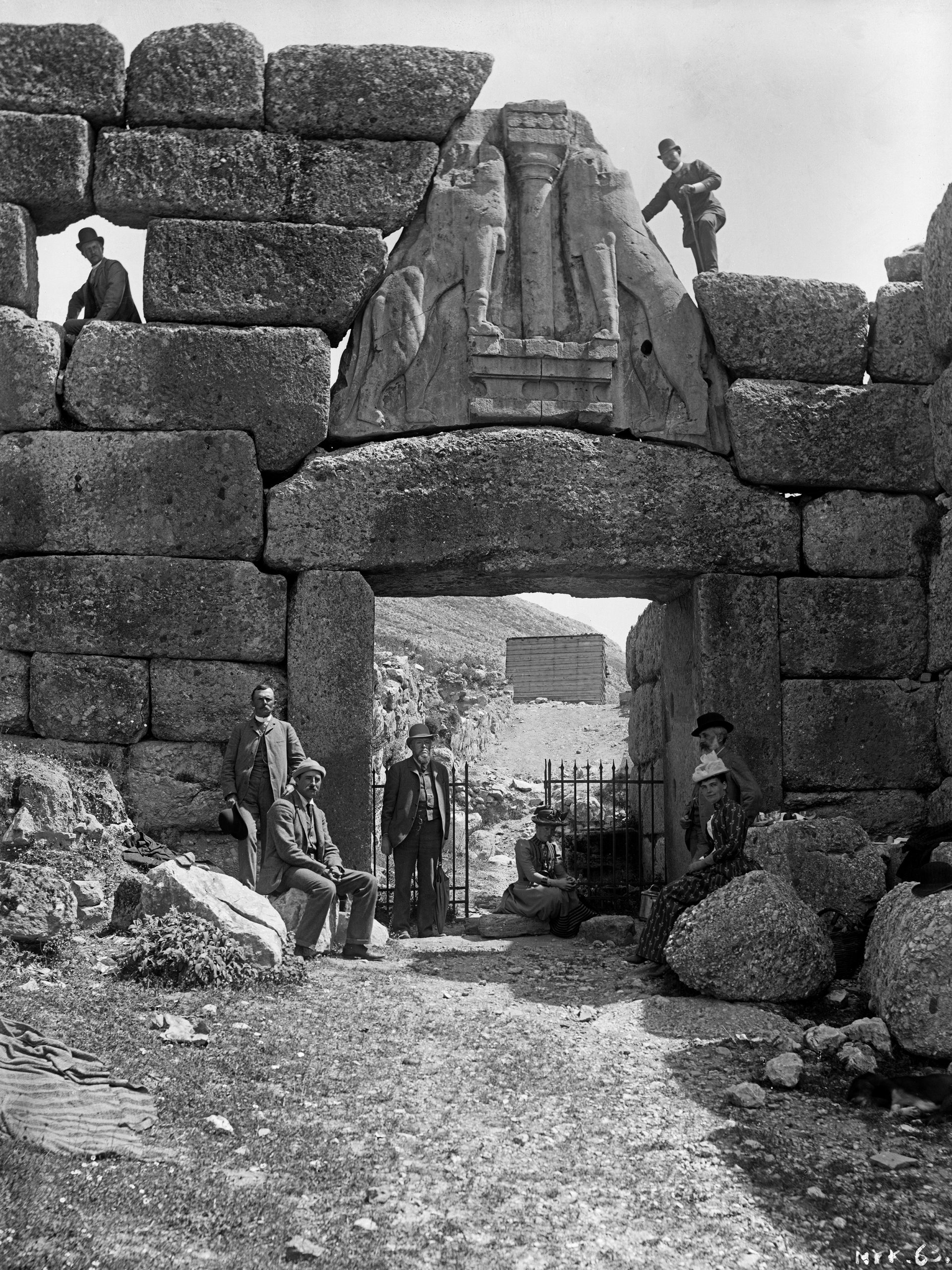
Leeuwenpoort in de 19e eeuw met Heinrich Schliemann en Wilhelm Dörpfeld

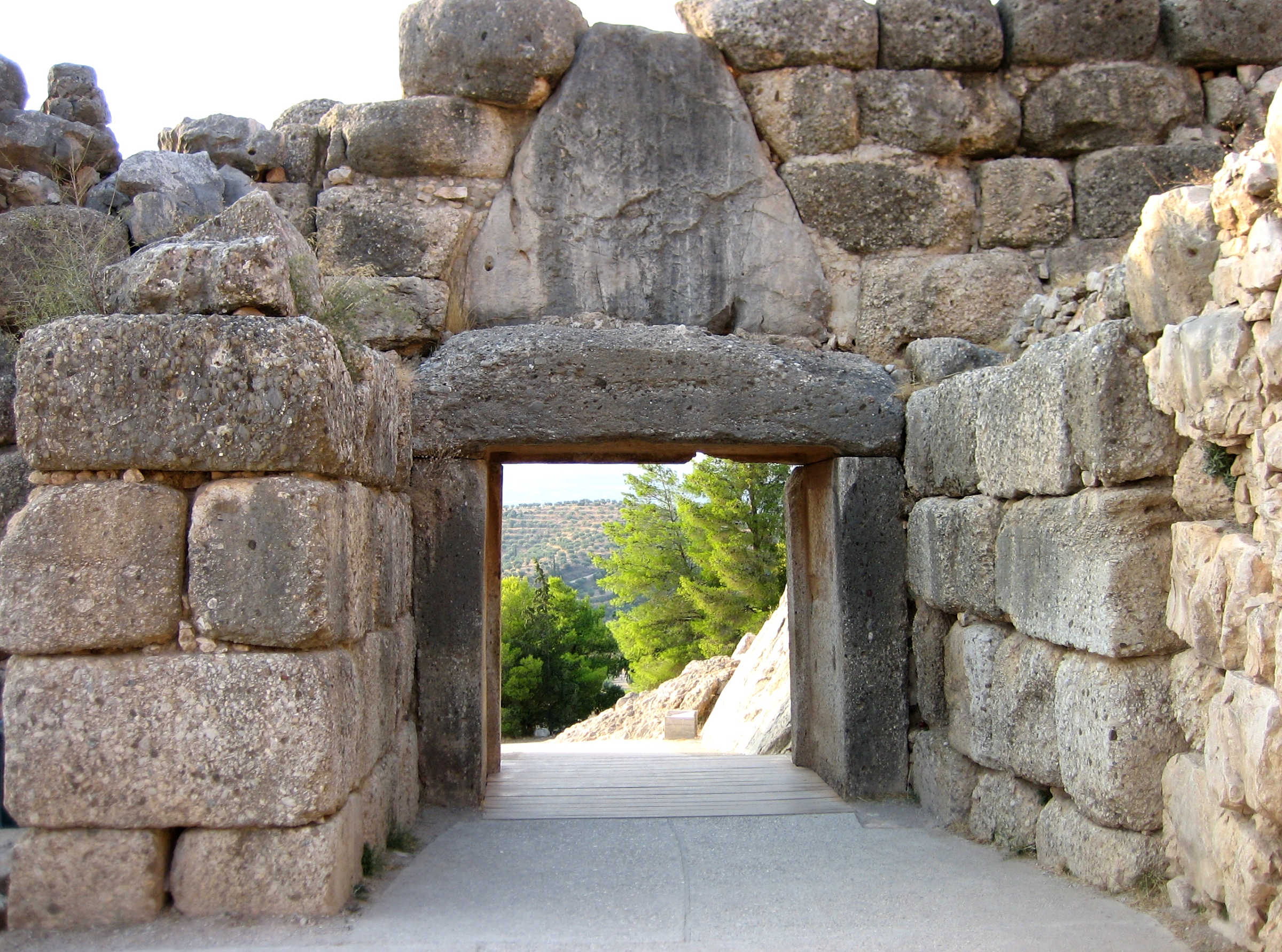
Andere zijde van de Leeuwenpoort van Mycene

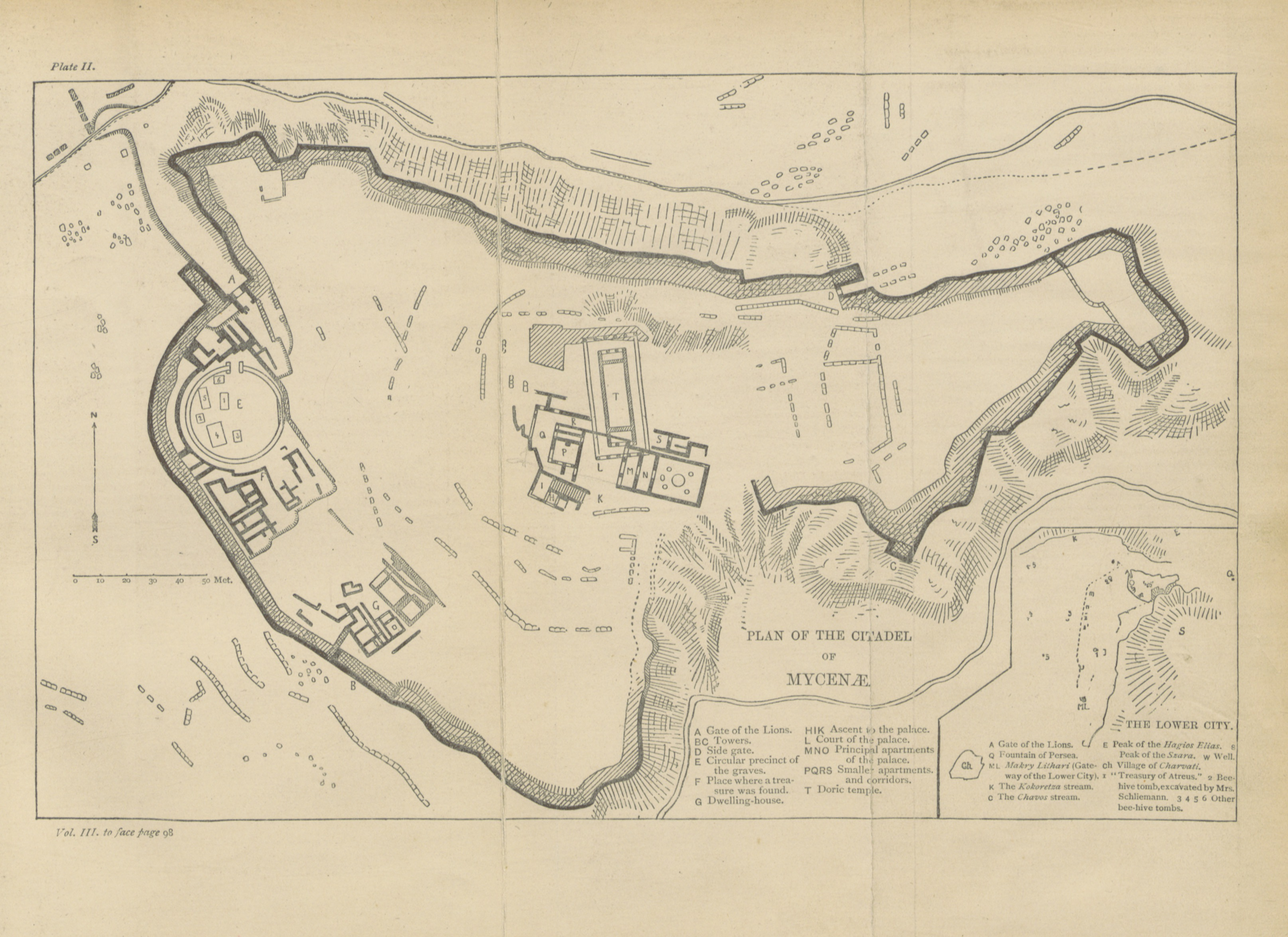
Mycene met in het noordwesten de Leeuwenpoort

De Leeuwenpoort vormde in de tijd van het oude Griekenland de belangrijkste poort naar de citadel van Mycene. De poort is rond 1250 v.Chr. gebouwd, verschafte toegang tot het centrum van de burcht en wordt gezien als het oudste grote beeldhouwwerk in Europa.
De poort is naar de twee leeuwinnen genoemd, die boven de poort de toegang tot de stad bewaakten. De Minoïsche zuil tussen de twee leeuwen vormde waarschijnlijk een symbool voor het koningshuis dat over het welzijn van de stad waakte.

## Geschiedenis
De stad Mycene speelde een belangrijke rol in de geschiedenis van het oude Griekenland. De Myceners vochten tijdens de Perzische Oorlogen bij Thermopylae en Plataeae, maar werden in 468 v.Chr. door Argos gevangengenomen. Mycene is nu een toeristische plaats, maar was dat ook in de hellenistische periode al. De stad werd aan het einde van de Romeinse periode geheel verlaten.
Perseus was volgens verschillende bronnen de stichter van Mycene en is er volgens de overlevering koning geweest. Hij werd als hoogste koning gezien van alle Myceense rijken op het Griekse vasteland. Er werd op de plaats van Mycene in 1350 v.Chr. een indrukwekkende koningsburcht gebouwd. Deze burcht werd alleen door de heersende klasse bewoond. De Leeuwenpoort was een van de twee poorten naar de citadel, maar de grootste, dus gaf toegang tot het centrum van de burcht. De bouw ervan wordt aan koning Atreus toegeschreven. Er bevond zich in de burcht een paleis dat tussen 1400 en 1200 v.Chr. in verschillende fasen werd gebouwd. Deze koningsburcht wordt vaak de Akropolis van Mycene genoemd.
De eerste opgravingen op de plaats van het oude Mycene werden in 1841 door de Griekse archeoloog Kyriakos Pittakis uitgevoerd. Hij vond en herstelde de Leeuwenpoort. De akropolis werd in 1902 blootgelegd.

## Beschrijving

### De muur
De muur rondom de burcht was 3 meter hoog en 900 meter lang, met een gemiddelde dikte van 6 meter en was uit reusachtige steenblokken opgebouwd van ongelijke grootte, die zonder bindmiddel op elkaar waren gestapeld. De stenen werden rechthoekig door steenhouwers afgewerkt. 

### De poort
De poort zelf bestaat uit een driehoekige megaliet van ongeveer 30 ton. Een houten dubbele deur met een koperen laag beveiligde de toegang. Twee trotse leeuwinnen staan op de megaliet tegenover elkaar. Men veronderstelt dat zij daar stonden om gewenste, maar vooral ongewenste bezoekers te imponeren. De leeuwinnen steunen met hun voorpoten op een altaar waarboven een zuil staat. Deze zuil lijkt een voetstuk te missen, maar de oudste Griekse zuilen hadden geen voetstuk. De kop van de zuil, het kapiteel, heeft de vorm van een Dorisch kapiteel, een ronde schijf, echinus, waar een rechthoekige plaat, een abacus, op ligt. Hierop een versierd stuk. De koppen van de leeuwinnen zijn niet bewaard gebleven. Men vermoedt dat de leeuwenkoppen van ander materiaal waren gemaakt of dat ze toch ook door vandalen werden vernietigd om de symboliek van het koningshuis teniet te doen.